# Ридниц
Ридниц (њем. Rüdnitz) општина је у њемачкој савезној држави Бранденбург. Једно је од 24 општинска средишта округа Барним. Према процјени из 2010. у општини је живјело 1.800 становника. Посједује регионалну шифру (AGS) 12060192.

## Географски и демографски подаци
Ридниц се налази у савезној држави Бранденбург у округу Барним. Општина се налази на надморској висини од 61 метра. Површина општине износи 13,8 km². У самом мјесту је, према процјени из 2010. године, живјело 1.800 становника. Просјечна густина становништва износи 130 становника/km².